# Międzynarodowy Dzień Różnorodności Biologicznej
Międzynarodowy Dzień Różnorodności Biologicznej (ang. International Day for Biological Diversity) – święto obchodzone corocznie 22 maja, ustanowione przez Zgromadzenie Ogólne ONZ rezolucją A/RES/55/201 z 20 grudnia 2000 roku, upamiętniające konferencję w Nairobi (22 maja 1992), na której grupa robocza (ang. Intergovernmental Negotiating Committee) UNEP-u przedstawiła efekty pracy nad międzynarodową umową w zakresie ochrony bioróżnorodności.
Wcześniej obchody miały miejsce 29 grudnia (rezolucja 49/119 z 19 grudnia 1994)  i upamiętniały wejście w życie konwencji o różnorodności biologicznej (29 grudnia 1993). W roku 2000 Konferencja Stron Konwencji zaleciła zmianę daty obchodów z powodu kłopotów z ich celebracją w końcówce roku (okres świąteczno-noworoczny). 
Każdego roku obchody odbywają się na inny temat.
Rok 2010 Zgromadzenie ogłosiło Rokiem Bioróżnorodności, a tematem Dnia była „bioróżnorodność dla rozwoju i pokonania ubóstwa”.
Rok 2011 został ogłoszony Rokiem Lasów, a tematem Dnia było podniesienie świadomości społeczeństwa w sprawie znaczenia lasów oraz przerażających skutków społecznych, ekonomicznych i środowiskowych będących skutkiem ich utraty. 
Tematem obchodów w 2012 była bioróżnorodność oceanów i znaczenie środowiska morskiego dla ludzkości.